# Землетрясение на Сумбе (1977)
19 августа 1977 года в 14:08 по местному времени (06:08 UTC) на острове Сумба (Индонезия) произошло сильное землетрясение магнитудой 8,3. Толчок произошёл вблизи южной части Зондского жёлоба. Афтершоки происходили вдоль жёлоба примерно на 130 километров к востоку и на 110 километров к западу от эпицентра первого толчка.
Хотя ущерб от землетрясения был ограничен Индонезией, по сообщениям, толчок ощущался в Албани в Австралии, а в Порт-Хедленде на короткое время было отключено электроснабжение. Землетрясение вызвало цунами с высотой волны до 5,8 метров на Сумбе. Было подтверждено 107 жертв, ещё несколько десятков пропавших без вести, предположительно погибших; источники объединяют эти два показателя, чтобы получить общее число примерно в 180 погибших и 1100 раненых.
Экономический ущерб оценивается в 1,2 миллиона долларов.